# Amador (Panamá Oeste)
Amador es un corregimiento del distrito de La Chorrera en la provincia de Panamá Oeste, República de Panamá. La localidad tiene 3337 habitantes (2023).
Se le dio dicho nombre al corregimiento en honor de Manuel Amador Guerrero, jefe del movimiento separatista y primer presidente de Panamá. El corregimiento limita al norte con el Lago Gatún, al sur con los corregimientos de Herrera y Hurtado, al este con el corregimiento de Mendoza y al oeste con el corregimiento de Iturralde.